# Ignazio Nasalli-Ratti
Ignazio Nasalli-Ratti (Parma, 7 ottobre 1750 – Roma, 2 dicembre 1831) è stato un cardinale e arcivescovo cattolico italiano.

## Biografia

### Origini familiari
Ignazio Nasalli-Ratti nacque il 7 ottobre 1750 a Parma, sede dell'omonima diocesi e capitale del Ducato di Parma e Piacenza (oggi nella Repubblica Italiana); proveniente da una famiglia patrizia, era il quarto dei sette figli del conte Girolamo Nasalli, podestà di Borgo San Donnino, consigliere (1756) ed in seguito presidente della Suprema magistratura della finanza di Parma (1758), e di Giulia Ratti. Gli altri suoi fratelli erano Matilde, Antonia, Maria Luigia, Giuseppe (canonico del duomo di Parma), Andrea e Gaetano (1760 – 1825, futuro professore all'Università di Parma, consigliere di Stato e governatore di Piacenza nel 1818).
La famiglia paterna darà, nel XX secolo, altri due porporati alla Chiesa: Giovanni Battista Nasalli Rocca di Corneliano (1923) e Mario Nasalli Rocca di Corneliano (1969). Sua madre, invece, era di provenienza brianzola e sorella di Andrea Ratti (1712 – 1779), arcivescovo titolare di Adrianopoli di Emimonto dal 1776; nel XX secolo, il lato materno darà alla Chiesa addirittura un pontefice, papa Pio XI (1922 – 1939), al secolo Achille Ratti.

### Formazione e ministero sacerdotale
Dopo aver ricevuto l'istruzione primaria e quella secondaria, aveva pianificato di entrare nella Compagnia di Gesù, che però venne soppressa da papa Clemente XIV con il breve apostolico Dominus ac Redemptor (21 luglio 1773), motivo per il quale dovette unirsi al clero secolare. Si iscrisse, quindi, all'Università degli Studi di Parma, dove conseguì il dottorato in teologia il 6 luglio 1774 e, terminato il percorso di studi, ricevette l'ordinazione sacerdotale il 24 settembre successivo, poco prima di compiere ventiquattro anni.
In seguito si trasferì a Roma, capitale dello Stato Pontificio, dove nel 1775 divenne alunno della prestigiosa Accademia dei nobili ecclesiastici, presso la quale avveniva la formazione diplomatica dei rampolli appartenenti alle famiglie nobiliari, per lo più ecclesiastici; quell'anno vennero ammessi solo altri 8 allievi, tra i quali 3 marchesi, 3 conti e 2 baroni. Completò gli studi dopo tre anni, nel 1778. Nel 1789 divenne canonico del Capitolo del duomo di Ravenna, ma non ci permangono altre notizie su questi suoi primi anni di ministero.
La prima informazione certa riguarda la sua entrata in servizio presso la Curia romana, avvenuta nel 1800 con la nomina a prelato domestico di Sua Santità da parte di papa Pio VII, appena eletto dopo il difficile conclave svoltosi nel monastero dell'isola di San Giorgio Maggiore a Venezia. Alcuni anni dopo accompagnò il papa a Parigi, dove servì come suddiacono apostolico durante la cerimonia d'incoronazione di Napoleone, avvenuta nella cattedrale di Notre-Dame il 2 dicembre 1804. Durante l'occupazione francese di Roma e la prigionia del pontefice in Francia (1808 – 1814), fece ritorno nella nativa Parma, mentre dopo la restaurazione del governo pontificio venne incaricato dalla duchessa Maria Luisa d'Asburgo-Lorena della rappresentanza degli affari del ducato presso la Santa Sede, preparando conseguentemente una bozza di concordato. Tornato quindi a Roma all'inizio del 1816, quell'anno il papa lo nominò luogotenente civile del tribunale del vicariato il 9 marzo, referendario dei Supremi tribunali della Segnatura di giustizia e di grazia il 14 marzo e relatore della Congregazione dell'immunità ecclesiastica il 23 marzo; ricoprì tali uffici fino alla promozione all'episcopato.

### Servizio diplomatico
Il 17 dicembre 1819 papa Pio VII lo elevò alla dignità episcopale, sessantanovenne, assegnandogli contestualmente la sede arcivescovile di Cirro in partibus infidelium; ricevette la consacrazione episcopale il 19 dicembre seguente, nella chiesa benedettina del Campo Marzio a Roma, per imposizione delle mani del cardinale Giulio Maria della Somaglia, sottodecano del Collegio cardinalizio, assistito dai co-consacranti Candido Maria Frattini, arcivescovo di Filippi in partibus infidelium e vicegerente della diocesi di Roma, e Giovanni Francesco Falzacappa, arcivescovo di Atene in partibus infidelium e segretario della Congregazione del concilio, nonché futuro cardinale.
Il 21 gennaio 1820 il pontefice lo nominò nunzio apostolico nella Confederazione Elvetica; succedette a Vincenzo Macchi, trasferito alla nunziatura in Francia il 22 novembre 1819. Giunse a Lucerna, sede della rappresentanza pontificia, nel maggio dello stesso anno ed ebbe come missione principale quella di discutere con i Cantoni il progetto per la ridefinizione dei confini territoriali e l'erezione di nuove diocesi; lo stesso anno ebbe così luogo una conferenza a Langenthal, nella quale vennero stabiliti i principali punti per la risoluzione di questa ardua questione, creando ad esempio i presupposti per la fondazione della diocesi di San Gallo nel 1823, che su sua iniziativa venne unita aeque principaliter alla diocesi di Coira fino al 1836. Tale materia continuò ad essere discussa per diversi anni, fino alla fine del XIX secolo.
Pur mantenendo l'incarico di nunzio, il 22 luglio 1823 papa Pio VII lo incaricò di una missione diplomatica straordinaria a Bruxelles presso Guglielmo I, sovrano del Regno Unito dei Paesi Bassi e granduca del Lussemburgo, con l'intenzione di rivedere gli accordi sottoscritti in modo forzato dal pontefice con Napoleone Bonaparte nel 1807; durante la sua assenza, dal 4 agosto 1823 fino al 26 marzo 1827 fu monsignor Tommaso Pasquale Gizzi, nominato incaricato d'affari e futuro cardinale, ad occuparsi delle sue incombenze a Lucerna. Confermato in questo ufficio anche dal nuovo papa Leone XII, qui si confrontò con serie difficoltà perché il sovrano reclamava il diritto di nomina dei vescovi ed intendeva interferire nell'educazione del clero, pur essendo protestante; inoltre dovette combattere anche la forte influenza a corte della Chiesa giansenista di Utrecht, in scisma dal secolo precedente e che poi avrebbe dato origine alla Chiesa vetero-cattolica. Lavorò in collaborazione costante con il cardinale Bartolomeo Alberto (in religione Mauro) Cappellari, O.S.B.Cam., aiutato dai prelati Raffaele Mazio, Francesco Capaccini e Silvestro Belli, tutti provenienti dall'importante scuola diplomatica del cardinale Ercole Consalvi e futuri cardinali. Il gruppo riuscì infine a concludere con successo la firma del concordato con l'Olanda, avvenuta il 18 giugno 1827 a Roma.

### Cardinalato
Come riconoscimento per i suoi successi diplomatici, papa Leone XII lo creò cardinale presbitero nel concistoro del 25 giugno 1827, ormai alla soglia dei settantasette anni; il 5 luglio ricevette il galero cardinalizio, mentre il 17 settembre successivo gli venne conferito il titolo presbiterale di Sant'Agnese fuori le mura, rimasto vacante dal 3 dicembre 1826, giorno della morte del cardinale spagnolo Dionisio Bardaxí y Azara. Prese possesso del suo titolo durante una cerimonia successiva. Inoltre, lo stesso pontefice lo annoverò come membro delle Congregazioni dei vescovi e regolari, dell'Indice dei libri proibiti, per le indulgenze e le sacre reliquie e lauretana.
Dopo la morte di papa Leone XII, prese parte al conclave del 1829, che si concluse con l'elezione al soglio pontificio del cardinale Francesco Saverio Castiglioni con il nome di Pio VIII, e dopo il breve pontificato di quest'ultimo, partecipò anche al conclave del 1830-1831, che vide eletto il cardinale Cappellari, del quale era già stato stretto aiutante, con il nome di Gregorio XVI.
Logorato nella salute ed ormai anziano, dopo aver ricevuto l'unzione degli infermi, morì il 2 dicembre 1831 a Roma, all'età di ottantuno anni. Il corpo venne esposto all'interno della chiesa di San Marcello al Corso, dove si svolsero i solenni funerali presieduti dal cardinale Benedetto Colonna Barberini di Sciarra; quella sera, la salma venne trasferita e sepolta nella basilica di Sant'Agnese fuori le mura, suo titolo, secondo il suo volere.

## Genealogia episcopale e successione apostolica
La genealogia episcopale è:
- Cardinale Scipione Rebiba
- Cardinale Giulio Antonio Santori
- Cardinale Girolamo Bernerio, O.P.
- Arcivescovo Galeazzo Sanvitale
- Cardinale Ludovico Ludovisi
- Cardinale Luigi Caetani
- Cardinale Ulderico Carpegna
- Cardinale Paluzzo Paluzzi Altieri degli Albertoni
- Papa Benedetto XIII
- Papa Benedetto XIV
- Papa Clemente XIII
- Cardinale Marcantonio Colonna
- Cardinale Giacinto Sigismondo Gerdil, B.
- Cardinale Giulio Maria della Somaglia
- Cardinale Ignazio Nasalli-Ratti

La successione apostolica è:
- Vescovo Viktor Franz Anton von Glutz-Ruchti (1820)